# Actio de in rem verso
Actio de in rem verso es una locución latina que traducida al español significa ‘acción de reembolso’, conocida por algunas legislaciones como ‘acción de restitución’ (no confundirse con la restitución de una propiedad o un inmueble), hace referencia al enriquecimiento ilícito —es decir, sin causa— de carácter líquido. En otras palabras, lo que se paga sin deberlo o que la ley lo manda, debe ese "acreedor" proceder a hacer el reembolso a aquel que lo pago, ya sea en virtud de un error, una subrogación, o algunas veces de obligaciones solidarias e indivisibles, o bien, en virtud de una fianza.

## Normativa
La mayoría de las legislaciones civiles, especialmente el Código de Napoleón y el Código Civil de Chile (habiendo sido este la base o modelo para muchos países de Latinoamérica),[cita requerida] lo regulan en su articulado. Claro ejemplo es el Art. 1366 C. de la normativa de El Salvador que establece: «Lo que se paga antes de cumplirse el plazo, no está sujeto a restitución. Esta regla no se aplica a los plazos que tienen valor de condiciones.» Prima facie, se habla de restitución y no de reembolso, se desconoce cuál fue el motivo por el que en el código de Napoleón y en el de Andrés Bello se decidió mantener esa redacción que fue copiada idénticamente en otros códigos legales. Otro ejemplo en el que tiene lugar a esta acción es en el caso de pago de lo no debido.

### Por países

#### Colombia
En el derecho colombiano, el enriquecimiento sin causa se encuentra regulado en el artículo 831 del Código de Comercio, el cual establece que "Nadie podrá enriquecerse sin justa causa a expensas de otro. " (Código de Comercio Colombiano, Art. 831). Esta normativa refleja el principio de equidad y justicia, evitando que una persona se beneficie injustamente a costa de otra.
El Código Civil Colombiano también regula el pago de lo no debido en su artículo 2313, que establece: "Si el que por error ha hecho un pago, prueba que no lo debía, tiene derecho para repetir lo pagado." (Código Civil Colombiano, Art. 2313). Este artículo protege al pagador que, por error, ha realizado un pago a quien no correspondía, asegurando que pueda recuperar lo pagado indebidamente.